# Синие Воды (посёлок)
Синие Воды — посёлок в Тереньгульском районе Ульяновской области. Входит в состав Подкуровского сельского поселения.

## География
Находится на расстоянии примерно 25 километров по прямой на север-северо-запад от районного центра поселка Тереньга.

## История
В поздний советский период существовал при детском лагере отдыха «Синие воды». 

## Население
Население не было учтено в 2002 году, и по переписи 2010 года.